# Hel·lòcies
Les Hel·lòcies (en grec antic: ἑλλώτια) eren un festival de l'antiga Grècia celebrat a Corint en honor de la deessa Atena.
Durant la celebració es feien corregudes de torxes i es venerava Atena Hel·lotis com a deessa del foc. El sobrenom d'Hel·lotis, que donava nom a la festa, derivaria, segons Ateneu de Nàucratis, de les garlandes de murta, de vint colzes de circumferència, portades a la processó, que s'anomenaven hel·lòtides.
Sembla que a Creta se celebrava un festival amb el mateix nom en honor d'Europa, la filla d'Agènor.